# Vlagyiszlav Szergejevics Grinyov
Vlagyiszlav Szergejevics Grinyov (oroszul: Владислав Сергеевич Гринёв, Moszkva, 1996. július 21. –) Európa-bajnok orosz úszó.

## Sportpályafutása
A Moszkvában született Grinyov hétéves korában kezdett el versenyszerűen úszni. Tizenhét éves korában abba akarta hagyni a versenyszerű sportolást, végül azonban pályafutása folytatása mellett döntött, miután új edzővel kezdett el dolgozni. A Moszkvai Mezőgazdasági Akadémia hallgatója, klubcsapata pedig a CSZKA lett.
Első jelentősebb eredményét felnőtt világversenyen 2018-ban érte el, amikor a 4 × 100 méteres orosz gyorsváltó tagjaként Európa-bajnoki címet szerzett a Glasgow-ban rendezett kontinenstornán. A skót városban a csapatversenyekben egy-egy ezüst- és bronzérmet is szerzett.
Az év végén rendezett rövid pályás világbajnokságon a gyors- és a vegyes váltó tagjaként három ezüstérmet szerzett. 
2019-ben 100 méter gyorson megdöntötte az országos csúcsot, majd a kvangdzsui világbajnokságon a 4 × 100 méteres vegyes váltóval és egyéniben, 100 méteres gyorsúszásban is bronzérmet szerzett. Utóbbi eredményével ő lett az első orosz úszó Alekszandr Popov óta, aki ebben a versenyszámban érmet szerzett felnőtt világbajnokságon.
2019 decemberében megkapta a legrangosabb állami sportkitüntetést.

## További információ
- Az Európai Úszószövetség honlapján[halott link]